# بيتر سكريفن
بيتر سكريفن (بالإنجليزية: Peter Scriven)‏ هو محرك دمى أسترالي، ولد في 1930، وتوفي في 1998.